# تمدن ۴: استعمار
تمدن ۴: استعمار (به انگلیسی: Civilization IV: Colonization) بازی‌ای رایانه‌ای است بازسازی‌شده از بازی استراتژی نوبتی استعمار سید مایر مربوط به سال ۱۹۹۴ می‌باشد که توسط فیراکسیس گیمز توسعه یافته است. در بازسازی این بازی از ماشین و سامانه‌های بازی تمدن ۴ بهره برده‌شده است. در این بازی بازی‌کن کنترل مهاجرنشینی از یکی از چهار ملت اروپایی فرانسه، انگلستان، هلند یا اسپانیا را در دست دارد. هدف بازی‌کن به استعمار کشیدن یا گشودن سرزمین‌های ینگه دنیا در بازهٔ زمانی ۱۴۹۲ تا ۱۷۹۲، و سپس برپایی مستعمره و ارتش و اعلام استقلال و شکست نیروهای ضد شورش پادشاهی سرزمین مادر می‌باشد.
با همهٔ وابستگی فنی این بازی به تمدن ۴، برای نصب و اجرایش در رایانه، نیازی به وجود نسخهٔ اصلی تمدن ۴ نمی‌باشد.

## شرح بازی
بازیکن پس از برپایی شهر می‌باید به بستن قراردادهایی با مردم بومی قاره آمریکا، دیگر مستعمره‌نشینان و نیز خود اروپا به جذب بینادگذران بپردازد. با افزایش اندوختهٔ خوراکی بر جمعیت شهرها افزوده خواهد شد.
با برداشت منابع طبیعی و با یاری متخصصان و بازرگانی آن هنروران پدید می‌آیند و البته عارضه‌هایی نیز از این برداشت‌ها پدید می‌آید؛ برای نمونهٔ برای ساخت رام شکر برداشت می‌شود و برداشت آن نیز خویش‌کاری کشاورز است. برای تبدیل آن شکر به روم هم نیاز به دستگاه تقطیر و یک عرق‌ساز است. عارضهٔ این برداشت شکر هم به جای ماندن مرداب است. گزینش هر ملتی هم خود امتیازاتی به همراه دارد. برای نمونه هلندی‌ها امتیاز برتری در بازرگانی را دارند. اسپانیایی‌ها در کشورگشایی برتری دارند؛ فرانسویان در روابط دیپلوماتیک با بومیان دستی فراز دارند و انگلیسی‌ها نیز در کوچیدن به سرزمین جدید.
بازیکن همچنین در هر ملتی از ملت‌های چهارگانه دارای دو گزینه برای رهبری هم می‌باشد که هر یک توانایی ویژه به خود را دارایند.

## نقد بازی
شرایط پیروزی در بازی که تنها با اعلام استقلال و کشست نیروهای ضد شورش انجام‌پذیر است و نیز انحصار ملت‌های استعمارگر به چهار کشور اروپایی سبب نکوهش از این بازی شده است.